# Hierodula patellifera
Hierodula patellifera är en bönsyrseart som beskrevs av Jean Guillaume Audinet Serville 1839. Hierodula patellifera ingår i släktet Hierodula och familjen Mantidae. Inga underarter finns listade i Catalogue of Life.

## Bildgalleri

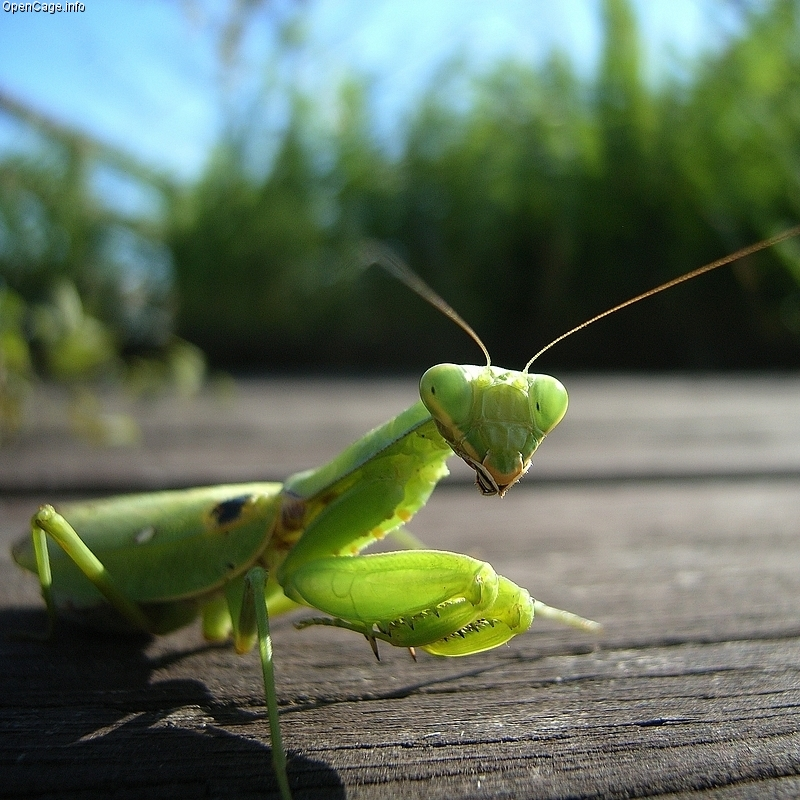
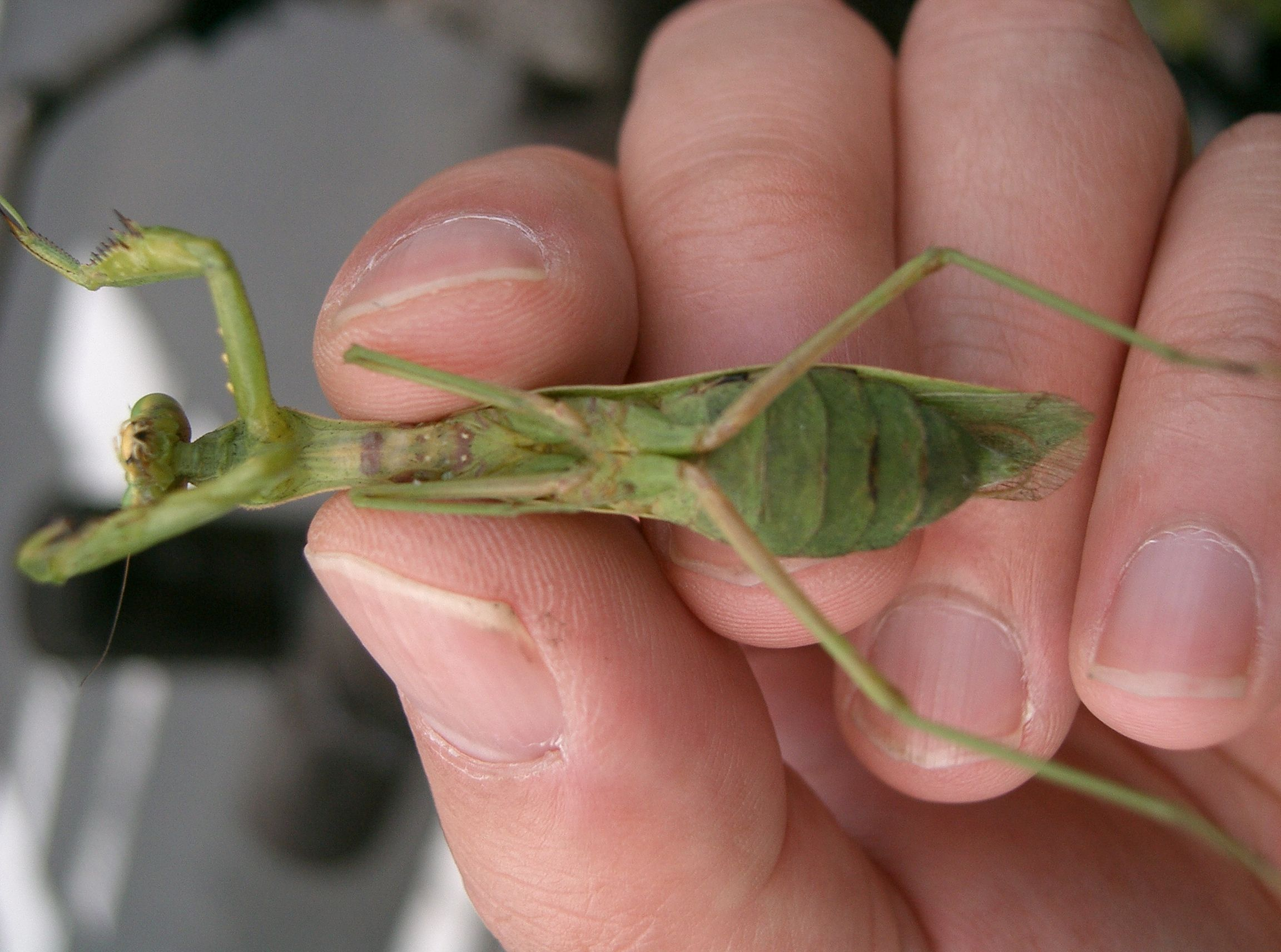
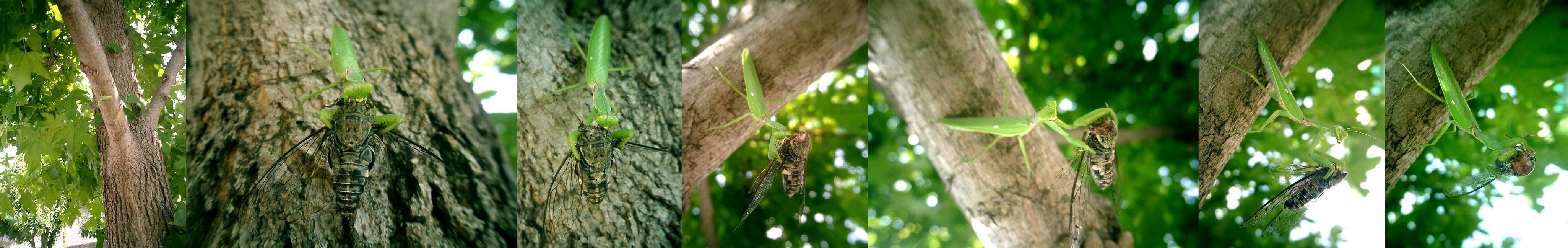
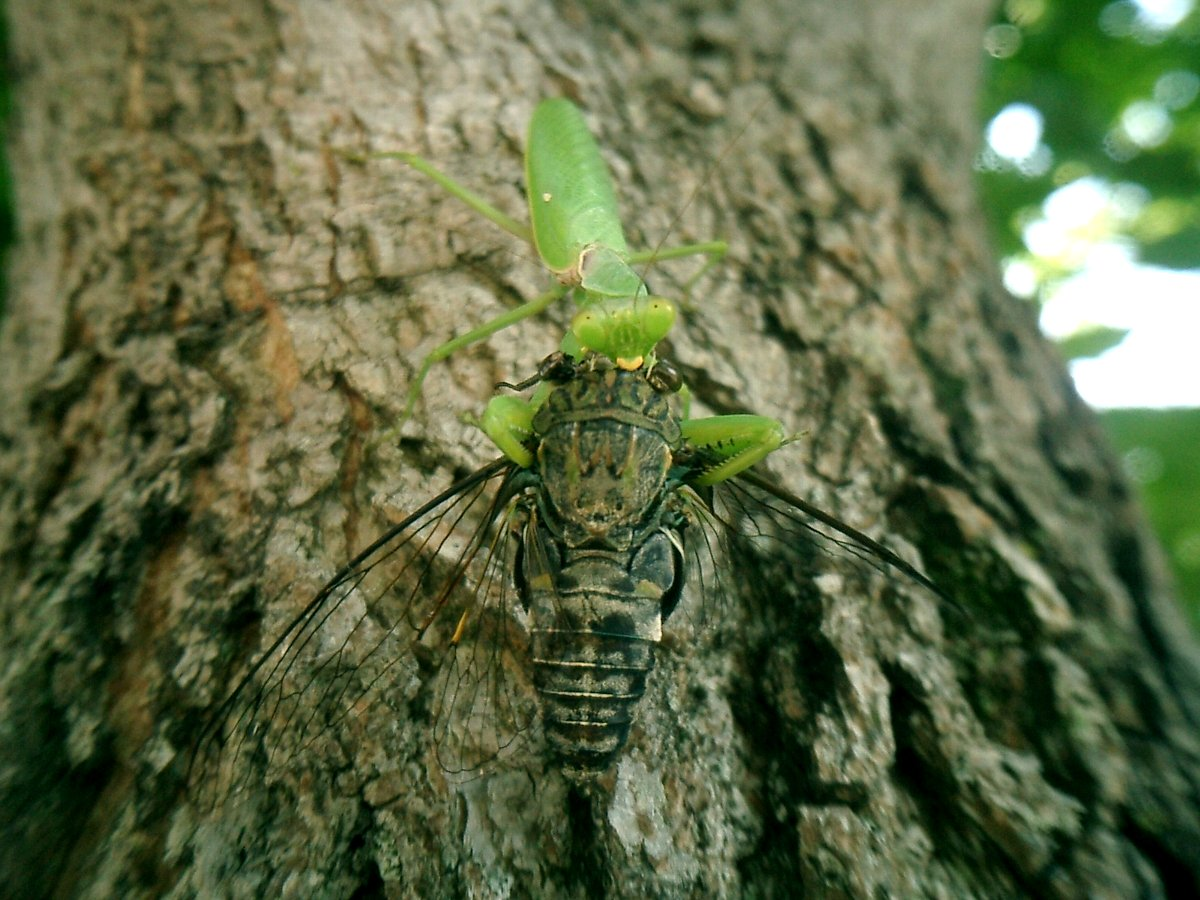
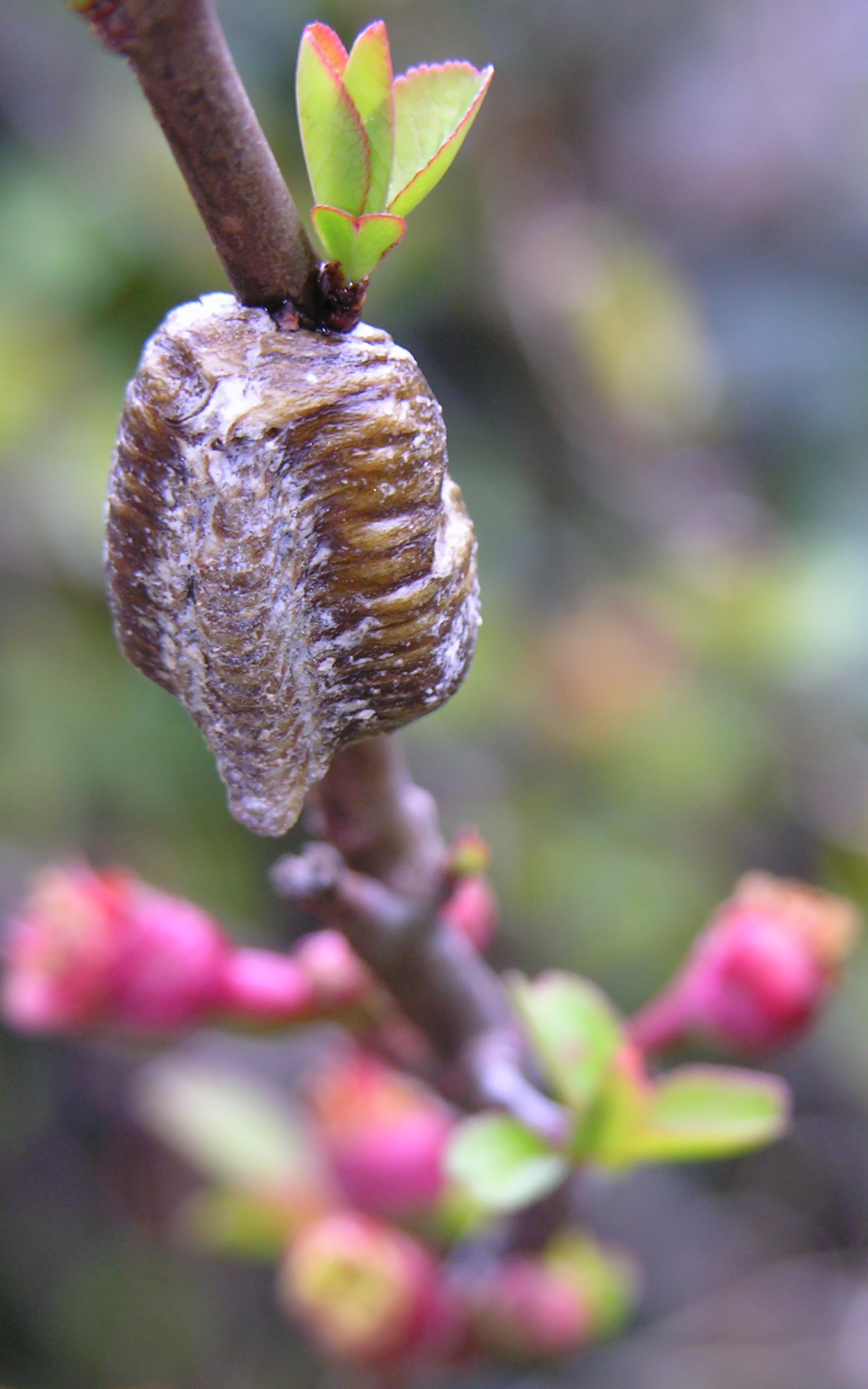
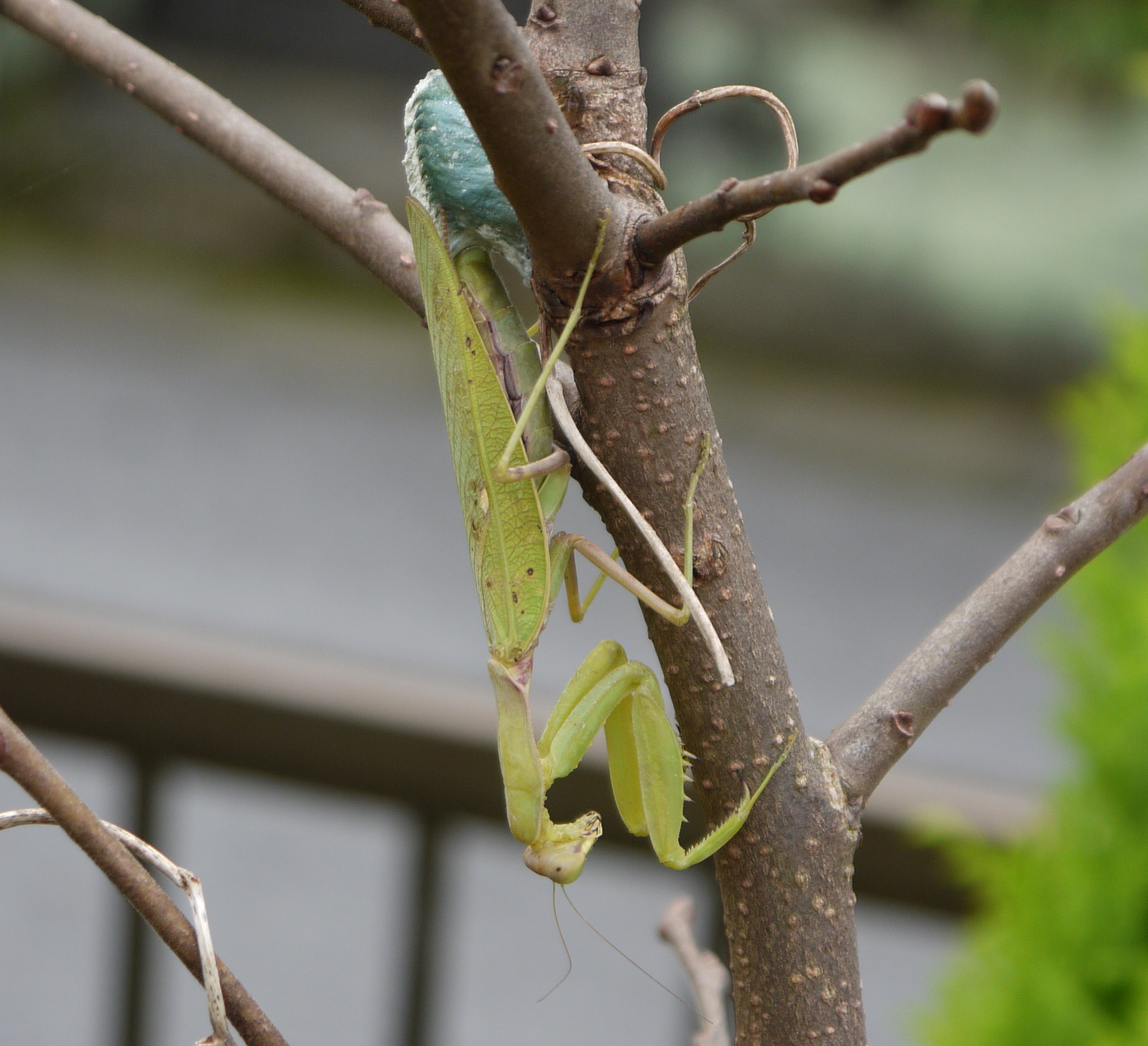